# شونتا تانکا
شونتا تانکا (انگلیسی: Shunta Tanaka؛ زادهٔ ۲۶ مهٔ ۱۹۹۷) بازیکن فوتبال است.
از باشگاه‌هایی که در آن بازی کرده‌است می‌توان به باشگاه فوتبال کونسادول ساپورو اشاره کرد.
وی همچنین در تیم‌های ملی فوتبال زیر ۲۳ سال ژاپن و ژاپن بازی کرده‌است.